# Joachim O. Fernández
Joachim Octave Fernández, född 14 augusti 1896 i New Orleans i Louisiana, död 8 augusti 1978 i New Orleans i Louisiana, var en amerikansk politiker (demokrat). Han var ledamot av USA:s representanthus 1931–1941.
Fernández efterträdde 1931 James O'Connor som kongressledamot och efterträddes 1941 av F. Edward Hébert.